# Мисягин, Андрей Александрович
Андрей Александрович Мисягин (1971, Трёхгорный, Челябинская область — 1996) — российский самбист и дзюдоист, чемпион и призёр чемпионатов России по дзюдо, призёр летней Универсиады 1995 года в Фукуоке,  мастер спорта России международного класса по дзюдо, мастер спорта России по самбо. Погиб в 1996 году в результате несчастного случая. В том же году в Челябинской области начали проводить турнир его памяти.

## Спортивные достижения
- Чемпионат России по дзюдо 1992 года (свыше 95 кг) — ;
- Чемпионат России по дзюдо 1992 года (абсолютная категория) — ;
- Чемпионат России по дзюдо 1993 года (свыше 95 кг) — ;
- Чемпионат России по дзюдо 1993 года (абсолютная категория) — ;
- Чемпионат России по дзюдо 1994 года (абсолютная категория) — ;